# Брюс, Вирджиния
Вирджиния Брюс (англ. Virginia Bruce), настоящее имя Хелен Вирджиния Бриггс (англ. Helen Virginia Briggs; 29 сентября 1910, Миннеаполис, Миннесота — 24 февраля 1982, Вудленд-Хиллз, Калифорния) — американская певица и актриса кино, телевидения и радио.

## Биография
Хелен Вирджиния Бриггс родилась 29 сентября 1910 года (или 1909 года) в Миннеаполисе в семье страхового агента и гольфистки. После окончания школы с семьёй переехала в Лос-Анджелес, намереваясь поступить в Калифорнийский университет, но вместо этого почти сразу уехала в Нью-Йорк, где стала появляться в бродвейских мюзиклах и фильмах. В 1932 году вернулась в Голливуд, где вышла замуж и продолжила сниматься в фильмах.
Вирджиния Брюс скончалась 24 февраля 1982 года в Вудленд-Хиллзе от рака.

### Личная жизнь
Вирджиния Брюс была замужем трижды:
- Джон Гилберт. Актёр, брак продолжался с 1932 по 1934 год. Дочь от этого брака — Сьюзан Энн Гилберт. Джон скончался спустя полтора года после развода. Интересно, что у Вирджинии это был первый брак из трёх, а у Джона — последний из четырёх.
- Джейкоб Уолтер Рабен (англ. J. Walter Ruben). Сценарист, режиссёр и продюсер, брак продолжался с 1937 по 1942 год (смерть супруга). Сын от этого брака — Кристофер Рабен.
- Али Ипар. Турецкий военнослужащий, брак продолжался с 1946 по 1951 год и повторно с 1952 по 1964 год. Фиктивный развод был необходим для урегулирования отношений Али Ипара с вооружёнными силами своей страны.

## Избранная фильмография
- 1929 — Парад любви / The Love Parade — фрейлина (в титрах не указана)
- 1930 — Вупи! / Whoopee! — девушка (в титрах не указана)
- 1930 — Вернёмся к рождению / англ. Let's Go Native — девушка в хоре (в титрах не указана)
- 1930 — Армейский парад / англ. Paramount on Parade — девушка в хоре (в титрах не указана)
- 1931 — Чёртовы ныряльщики / англ. Hell Divers — девушка (сцены удалены)
- 1932 — Чудесный человек / The Miracle Man — Маргарет Торнтон
- 1932 — Конго / Kongo — Энн Уайтхолл
- 1932 — Под лестницей / Downstairs — Анна
- 1934 — Джейн Эйр / Jane Eyre — Джейн Эйр
- 1935 —  / Escapade — Герта
- 1935 — Убийство человека / The Murder Man — Мэри Шэннон
- 1936 — Великий Зигфелд / The Great Ziegfeld — Одри Дейн (Лиллиан Лоррейн)
- 1936 — Рождённая танцевать / Born to Dance — Люси Джеймс, бродвейская звезда
- 1940 — Девушка-невидимка / The Invisible Woman — Китти Кэрролл, фотомодель
- 1942 — Простите за мой саронг / англ. Pardon My Sarong — Джоан Маршалл
- 1948 — У ночи тысяча глаз / англ. Night Has a Thousand Eyes — Дженни Кортленд
- 1953 — Театр «Дженерал Электрик» / англ. General Electric Theater — Адель (в одном эпизоде)
- 1955 — Письмо Лоретте / англ. Letter to Loretta — Ди Норман (в одном эпизоде)
- 1955 — Театр научной фантастики / англ. Science Fiction Theatre — разные роли (в двух эпизодах)
- 1960 — Каждый раз как чужие / Strangers When We Meet — миссис Вагнер